# Brindabella-Nationalpark
Der Brindabella-Nationalpark (englisch Brindabella National Park) ist ein Nationalpark im Südosten des australischen Bundesstaates New South Wales, 34 Kilometer westlich von Canberra in den Australischen Alpen.
Der Park liegt entlang der Brindabella Range, eines Gebirges, das sich am Ostufer des Goodradigbee River entlangzieht. Südöstlich schließt der Namadgi-Nationalpark im Australian Capital Territory an, im Südwesten der Kosciuszko-Nationalpark.
In den Eukalyptuswäldern aller Höhenstufen findet man vom Aussterben bedrohte Tiere, wie den Regent-Honigfresser, die Powerful Owl (Eulenart), den Gelbbauch-Gleitbeutler, den Northern Corroboree Frog (Pseudophryne pegilley) und den Booroolong Frog (Litoria booroolongensis).
Es gibt vier Zeltplätze im Park: Flea Creek ist einfach ausgestattet, die anderen drei – McIntyres Hut, Lowells Flat und Coree Camp besitzen keine Einrichtungen. McIntyres Hut und Back Range Hut sind Orte von historischem Interesse. Die beliebtesten Freizeitaktivitäten sind Wandern, Orientierungswandern, Fischen und Touren mit allradgetriebenen Fahrzeugen.